# Hypodematium squamulosopilosum
Hypodematium squamulosopilosum är en ormbunkeart som beskrevs av Ren-Chang Ching. Hypodematium squamulosopilosum ingår i släktet Hypodematium och familjen Hypodematiaceae. Inga underarter finns listade.